# Arglistige Täuschung
Arglistige Täuschung (lateinisch dolus malus) ist ein unbestimmter Rechtsbegriff des deutschen Zivil- und Verwaltungsrechts. Im Zivilrecht stellt sie dabei nach § 123 BGB einen Anfechtungsgrund dar, im Verwaltungsrecht schließt sie nach § 48 Absatz 2 Satz 3 Nr. 1 VwVfG die Schutzwürdigkeit des Täuschenden gegenüber der Rücknahme eines ihn begünstigenden Verwaltungsakts aus. Eine arglistige Täuschung liegt regelmäßig dann vor, wenn eine Täuschung über Tatsachen vorsätzlich erfolgt, der Täuschende also weiß und will, dass sein Verhalten zu einem Irrtum des Getäuschten führen werde.

## Bürgerliches Recht
Im deutschen Zivilrecht ist die in § 123 BGB geregelte arglistige Täuschung ein Anfechtungsgrund (§§ 119 ff. BGB). Wie bei der Drohung ist das geschützte Rechtsgut – im Gegensatz zur Anfechtung nach §§ 119, 120 BGB – die Willensentschließungsfreiheit bzw. die freie Selbstbestimmung. Sofern eine verübte Täuschung widerrechtlich und kausal für die Abgabe einer Willenserklärung ist und dies vom Vorsatz des Handelnden umfasst ist, kann das gesamte Rechtsgeschäft rückwirkend vernichtet werden.

### Täuschungshandlung
Die erforderliche Täuschungshandlung ist – wie im Strafrecht – ein Verhalten, das darauf abzielt, in einem anderen eine unrichtige Vorstellung hervorzurufen, zu bestärken oder zu unterhalten. Sie kann durch positives Tun, aber auch durch Unterlassen ausgeübt werden.

#### Positives Tun
Positives Tun liegt bei ausdrücklichen oder konkludent wahrheitswidrigen Behauptungen vor, wenn sie sich auf Tatsachen oder wertbildende objektiv nachprüfbare Umstände beziehen. Eine konkludente Täuschungshandlung stellt zum Beispiel das Zurückdrehen des Kilometerstands beim zum Verkauf stehenden PKW dar. Auch präzise Aussagen über die Grundlage der Preisberechnung, so die Behauptung, es handle sich beim deutlich überhöhten Preis um einen ordentlichen, können unter die Täuschungshandlung subsumiert werden, wenn es sich nicht um erkennbar bloß subjektive Werturteile oder überspitzte Anpreisungen handelt. Da eine bezweckte Irreführung des Vertragspartners genügt, ist die Behauptung des Verkäufers, der zwölf Jahre alte Motor sei mehr als drei Jahre alt, ausreichend.

#### Unterlassen
Es gilt der Grundsatz der Privatautonomie, aufgrund welchem es geboten ist, Rechtsgeschäfte in Selbstverantwortung zu führen. Somit kann jede Partei von ihrem überlegenen Wissen profitieren, ohne dass eine Pflicht zur Offenbarung besteht. Nach der Rechtsprechung kommt es zu einer Durchbrechung dieses Grundsatzes, wenn die Aufklärung nach Treu und Glauben und der Ansicht der Verkehrsauffassung geboten ist und der Vertragspartner daher mit einer Aufklärung über die Sachlage rechnen darf. Demnach ist eine Abwägung pflichtbegründender Umstände im Einzelfall vorzunehmen. So wird beispielsweise bei Vertragsverhältnissen, bei denen sich die Vertragspartner erhöhtes Vertrauen entgegenbringen, sowie bei laufenden Geschäftsbeziehungen oder sofern eine erkennbare Informationsasymmetrie zwischen dem unerfahrenen Käufer und dem sachkundigen Verkäufer gegeben ist, eine umfassendere Aufklärungspflicht angenommen werden können. Allerdings gilt Vorausgenanntes nur, sofern die Umstände für den Vertragspartner nicht erkennbar sind und ohne Aufklärung mit einer Gefährdung des Vertragspartners oder des Vertragszwecks zu rechnen ist. Auf Nachfragen des Käufers ist jedoch in jedem Fall wahrheitsgemäß zu antworten.

### Kausalität
Die Täuschung muss zudem kausal zu einem Irrtum führen, der wiederum kausal für die Abgabe der Willenserklärung sein muss. Dabei ist es bezüglich des Irrtums bereits ausreichend, dass durch die Täuschung falsche Vorstellungen aufrechterhalten werden. Im Unterschied zu § 119 BGB genügt aufgrund des Schutzzwecks der Norm jeglicher Mangel bei der Willensbildung. Hingegen fehlt es an der Kausalität, wenn der Getäuschte bei Vertragsschluss die Täuschung durchschaut hatte oder diese in vollem Umfang offenkundig war. Bezüglich der Abgabe der Willenserklärung ist entscheidend, dass sie derzeit nicht in gleicher Weise abgegeben worden wäre. Es genügt dabei die Mitursächlichkeit der Täuschung für die Erklärungsabgabe.

### Arglist
Anders als beim Betrug nach § 263 StGB wird im Rahmen des § 123 BGB kein Vermögensschaden des Getäuschten verlangt. Folgerichtig bedarf es keiner Absicht, den Vertragspartner im Vermögen zu schädigen oder einen Vermögensvorteil zu erlangen. Auch wird keine moralisch verwerfliche Gesinnung gefordert, so dass Arglist auch dann zu bejahen ist, wenn nur das Beste für den Vertragspartner gewollt ist. Die Arglist kann damit mangels eigenständiger Bedeutung mit Vorsatz gleichgesetzt werden. Besondere Aufmerksamkeit ist dennoch „Erklärungen ins Blaue hinein“ zu widmen. Diese – und damit auch der erforderliche bedingte Vorsatz – liegen schon bei blindlings zugesicherten Umständen vor, wenn verschwiegen wird, dass man aufgrund mangelnder Kenntnis zu einer sachgerechten Beurteilung außerstande ist. Die Kenntnis der Unrichtigkeit ist demnach nicht erforderlich, um in diesem Fall dennoch arglistig zu handeln.

### Widerrechtlichkeit
Zwar sieht der Wortlaut des § 123 Abs. 1 BGB die Widerrechtlichkeit nur im Rahmen der Drohung vor. Dies liegt jedoch lediglich an der vom Gesetzgeber zu Unrecht angenommenen Tatsache, eine arglistige Täuschung sei stets widerrechtlich. Mithin muss eine teleologische Reduktion vorgenommen und somit die Widerrechtlichkeit geprüft werden. Dies wirkt sich vor allem im Arbeitsrecht aus, da dem Stellenbewerber das Recht zur Lüge zusteht, wenn der Arbeitgeber an der wahrheitsgemäßen Beantwortung einer Frage kein berechtigtes, billigenswertes und schützenswertes Interesse hat und es somit an der Widerrechtlichkeit der Täuschung fehlt. Dies ist der Fall, wenn eine Frage in ungerechtfertigter Weise gegen die Diskriminierungsverbote des § 1 AGG verstößt, weil dann das Verhalten wegen Angriffs auf das allgemeine Persönlichkeitsrecht nach § 227 BGB gerechtfertigt ist.

### Person des Täuschenden

#### Dritter nach §123 Abs. 2 Satz 1 BGB
Wird die Täuschung nicht vom Erklärungsempfänger selbst, sondern von einem Dritten verübt, kann die empfangsbedürftige Erklärung gemäß § 123 Abs. 2 Satz 1 BGB nur angefochten werden, wenn der Erklärungsempfänger die Täuschung kannte oder hätte kennen müssen. Letzteres beurteilt sich nach § 122 Abs. 2 BGB, wonach bereits jede Form der fahrlässigen Unkenntnis genügt.
Mangels subsumptionsfähiger Definition ist die Frage, wer als Dritter im Sinne der Norm zu qualifizieren ist, problematisch.
Das Reichsgericht beurteilte zunächst lediglich Stellvertreter und ihnen ähnliche Personen nicht als Dritte. Der Schutz des Getäuschten gebietet es jedoch den Begriff des Dritten restriktiver zu bestimmen. Heute ist demnach in Literatur und Praxis die täuschende Person nicht als Dritter zu bewerten, wenn ihr Verhalten über die Regeln der Stellvertretung hinaus nach § 278 BGB dem Erklärungsgegner zuzurechnen ist. Erfasst werden dabei auch Fälle, in denen die Person zurechenbar nur nach außen hin als Vertrauensperson für den Erklärungsempfänger auftritt, beziehungsweise dem Empfänger näher steht als dem Getäuschten. Damit ist nicht nur der Ehemann, der zu Gunsten seiner Frau die Lebensversicherung täuscht, sondern auch der Makler oder Vermittler erfasst, sofern mit Wissen und Wollen nur Aufgaben "einer" der späteren Parteien übernommen werden. Dritter ist folglich nicht, wer mit Willen des Erklärungsempfängers am Vertragsschluss beteiligt ist und somit seinem Bereich zuzurechnen ist.
Bei der Schuldübernahme nach § 414 BGB ist der nicht am Geschäft beteiligte, täuschende Altschuldner demnach als Dritter zu qualifizieren. Kommt es dagegen im Sinne des § 415 BGB zu einer Schuldübernahme, wird der Vertrag zwischen bisherigem und neuem Schuldner geschlossen, wodurch der täuschende Altschuldner aufgrund seiner Beteiligung am Vertrag nicht als Dritter im Sinne der Norm zu bewerten ist. Dennoch soll es aufgrund der vergleichbaren Interessenlage auch in diesem Fall darauf ankommen, ob der Gläubiger die Täuschung durch den Altschuldner kannte oder kennen musste.
Auch im Rahmen der Bürgschaft kann der Schuldner im Verhältnis zum Bürgen nicht als Vertrauensperson des Gläubigers angesehen werden, da er eigene Interessen und nicht die des Gläubigers vertritt und somit kein Erfüllungsgehilfe ist. Mithin ist er ebenfalls als Dritter im Sinne der Norm anzusehen.

#### Anfechtung nach §123 Abs. 2 Satz 2 BGB
Zu beachten ist außerdem, dass gemäß § 123 Abs. 2 Satz 2 BGB selbst bei Gutgläubigkeit des Erklärungsempfängers die Anfechtung möglich sein soll, wenn ein anderer aus der Erklärung unmittelbar ein Recht erworben hat und dieser die Täuschung kannte oder kennen musste. Die Anfechtung ist dann ihm gegenüber zu erklären und wirkt auch nur gegen ihn. Es geht vor allem um Verträge zu Gunsten Dritter nach §§ 328 ff. BGB, bei denen durch Täuschung eines unbeteiligten Dritten ein Vierter begünstigt wird.

### Anfechtungserklärung, §143 BGB
Die Anfechtungserklärung im Sinne von § 143 BGB ist eine empfangsbedürftige Willenserklärung. Aus ihr muss hervorgehen, dass der Anfechtende den Willen hat, das Geschäft gerade wegen des Willensmangels nicht bestehen lassen zu wollen. In der Regel ist die Erklärung formlos möglich. Sofern dennoch eine Form vereinbart worden ist, muss diese vom Getäuschten nicht eingehalten werden. Zudem sieht das Gesetz keine Begründungspflicht vor. Allerdings wird gefordert, dass der Anfechtungsgrund aus den Umständen erkennbar sein muss. Der Anfechtungsgegner bestimmt sich nach Maßgabe des § 143 Abs. 2 bis 4 BGB. Besonderheiten ergeben sich gemäß § 143 Abs. 3 Satz 1 BGB bei der Vollmachterteilung nach § 167 BGB. Sofern noch kein Rechtsgeschäft abgeschlossen wurde, bestimmt sich die Person des Anfechtungsgegners unstrittig danach, wer die anzufechtende Erklärung empfangen hat. Entscheidend ist also, ob eine Innen- oder Außenvollmacht erteilt wurde. Ist das Rechtsgeschäft dagegen bereits abgeschlossen, wird teilweise vertreten, dass die Anfechtung der Vollmacht nur gegenüber dem Geschäftspartner erfolgen könne.

### Anfechtungsfrist, §124 Abs. 1 und 2 Satz 1 erste Alternative
Die empfangsbedürftige Willenserklärung binnen eines Jahres nach Entdeckung der Täuschung anzufechten, wobei es auf positive Kenntnis, nicht auf bloßen Täuschungsverdacht ankommt. Ferner wird nicht nach § 121 Abs. 1 Satz 2 BGB auf das unverzügliche Absenden, sondern auf den Zugang der Erklärung gemäß § 130 BGB abgestellt. Teils wird die lange Anfechtungsfrist für ungerecht erachtet, sofern nach § 123 Abs. 2 BGB gegenüber einem Dritten und nicht dem Täuschenden selbst anzufechten ist, sodass nach Ablauf einer vom Anfechtungsgegner gesetzten angemessenen Frist der Getäuschte keine Rechte mehr herleiten können soll. Jedoch ist nicht ersichtlich, warum der Anfechtungsgegner, sofern er die Täuschung kannte oder kennen musste, schutzwürdig sein sollte.

### Ausschluss der Anfechtung
Die Anfechtung ist gemäß § 124 Abs. 3 BGB nach Ablauf von zehn Jahren ab Abgabe der Willenserklärung ausgeschlossen. Zudem kann, wie im Rahmen der §§ 119, 120 BGB, auch bei der arglistigen Täuschung gemäß § 144 Abs. 1 BGB der Anfechtungsberechtigte durch Bestätigung des anfechtbaren Rechtsgeschäfts auf seine Rechte verzichten, wenn er Kenntnis des Anfechtungsgrundes hat (Fall des venire contra factum proprium). Zwar ist die Einhaltung der Form des zugrundeliegenden Rechtsgeschäfts nicht erforderlich, an eine konkludente Bestätigung werden im Rahmen des § 123Abs. 1 erste Alternative BGB aber hohe Anforderungen gestellt. Auch ein Ausschluss unter Vorbehalt von Treu und Glauben kann wie bei den §§ 119, 120 BGB angenommen werden, sofern die dem Getäuschten erbrachte Leistung zum Zeitpunkt der Anfechtungserklärung nicht mehr beeinträchtigt erscheint. Ein vorheriger Ausschluss der Anfechtung ist, außer wenn im Falle des § 123 Abs. 2 BGB die Täuschung durch Dritte nur hätte bekannt sein müssen, wegen Verstoßes gegen das Recht der freien Selbstbestimmung nicht möglich.

### Rechtsfolgen
Die Rechtsfolgen bestimmen sich wie bei der Anfechtung gemäß §§ 119, 120 BGB nach § 142 BGB. Der schutzwürdige Anfechtende hat somit die Wahl, ob er die Willenserklärung und mit ihr den gesamten Vertrag durch Anfechtung ex tunc vernichtet oder das Rechtsgeschäft gegen sich gelten lässt. Bei in Vollzug gesetzten Dauerschuldverhältnissen wie im Arbeits- und Gesellschaftsrecht ergeben sich jedoch Probleme bei der Rückabwicklung nach den Regeln des Bereicherungsrechts, so dass es regelmäßig zu einer vom Wortlaut des § 142 Abs. 1 BGB abweichenden Nichtigkeitsfolge ex nunc kommt. Problematisch ist, ob es beim Vorliegen von arglistiger Täuschung dagegen mangels Schutzwürdigkeit des Täuschenden nicht bei der vom Gesetzgeber angeordneten Folge bleiben sollte.
- Im Arbeitsverhältnis besteht bei Rückabwicklungen das Problem einer objektiven Bewertung der Arbeitsleistung sowie des rückwirkenden Entfallens von Schutzvorschriften. Allerdings können dem täuschenden Arbeitnehmer die Risiken wohl auferlegt werden, so dass es keinen sachlichen Grund gibt, der die Abweichung von der Gesetzesfolge zu rechtfertigen vermag. Die Rechtsprechung verdeutlicht anhand der Außervollzugsetzung, dass Gesichtspunkte des Arbeitnehmerschutzes nicht zum Tragen kommen.[29] Zumindest bei besonders schweren Mängeln[30] wird stets keine Ausnahme von der gesetzlichen Rechtsfolge vorgenommen.

- Im Gesellschaftsrecht wird dagegen eine Auseinandersetzung mit Wirkung für die Zukunft nach Invollzugsetzung trotz Arglist grundsätzlich aus Gründen der Verkehrssicherheit sowie wegen besonderer Rückabwicklungsschwierigkeiten im Außenverhältnis angenommen.[31]

- Bei Mietverträgen bleibt es dagegen mangels vergleichbarer Schwierigkeiten im Rahmen der bereicherungsrechtlichen Rückabwicklung bei der gesetzlich angeordneten Rechtsfolge.[32]

Im Rahmen der arglistigen Täuschung ist zudem besonders hervorzuheben, dass zumeist das schuldrechtliche und das dingliche Geschäft an demselben Willensmangel leiden und somit beide anfechtbar sind. Diese Fehleridentität kann freilich nicht als eine Durchbrechung des Trennungs- und Abstraktionsprinzips gewertet werden, weil die danach vorzunehmende strikte Trennung dieser Geschäfte nicht vom Durchschlagen des Mangels berührt wird. Beachtlich ist ferner, dass die gemäß § 122 BGB vorgesehene Schadensersatzpflicht aufgrund der systematischen Stellung des Gesetzes nicht auf die Arglistanfechtung anzuwenden ist.

### Konkurrenzen
Nach der Geltendmachung des § 119 BGB bleibt eine Berufung auf § 123 BGB möglich. Auch die Gewährleistungsrechte, die – anders als im Verhältnis zu § 119 BGB – nicht leges speciales sind, können wahlweise geltend gemacht werden. Wird aber zunächst wirksam angefochten, fehlt es an einem für die §§ 437 ff. BGB erforderlichen gültigen Vertrag, sodass diese ausgeschlossen sind. Eine Geltendmachung genannter Rechte ist hingegen weder als konkludenter Verzicht noch als eine Bestätigung im Sinne des § 144 Abs. 1 BGB zu werten. Ein Anspruch aus culpa in contrahendo (c. i. c.) soll neben der erfolgten Anfechtung erhalten bleiben. Kritisch ist dies jedoch, sofern der Anspruch auf Beseitigung des Vertrags gerichtet ist, da bereits Fahrlässigkeit zur Anspruchsbegründung bei der c. i. c. ausreicht und die Frist nach § 124 BGB durch die dann geltende dreijährige Verjährungsfrist unterlaufen würde. Die von der Rechtsprechung erfolgte Einschränkung, nach der die Vertragsaufhebung nur gefordert werden könne, sofern ein Vermögensschaden zu bejahen sei, löst die Wertungswidersprüche nicht, zumal ein Vermögensschaden regelmäßig schon bei Abschluss eines nicht gewollten Vertrags vorliegt. Eine Vermeidung von Wertungswidersprüchen kann herbeigeführt werden, indem bei fahrlässigem Handeln der Anspruch aus c. i. c. auf Vertragsaufhebung nur in den Grenzen des § 121 BGB analog und bei Vorsatz in den Grenzen des § 124 BGB analog zugelassen wird. Ferner wird vertreten, dass neben der Anfechtung gemäß § 123 BGB die Grundsätze der c. i. c. nur anwendbar bleiben, wenn der Anspruch nicht auf Aufhebung des Vertrags gerichtet ist.

## Verwaltungsrecht
Im Verwaltungsrecht ist die arglistige Täuschung insbesondere im Rahmen der Rücknahme eines rechtswidrigen Verwaltungsakts von Bedeutung. Nach § 48 Absatz 2 VwVfG kann ein (den Bürger begünstigender) Verwaltungsakt, der eine einmalige oder laufende Geldleistung oder teilbare Sachleistung gewährt (…) dann nicht zurückgenommen werden, wenn der Betroffene auf den Bestand des Verwaltungsaktes vertraute und dieses Vertrauen auch schutzwürdig ist. Die Schutzwürdigkeit ist unter anderem dann abzulehnen, wenn der Betroffene den Erlass des Verwaltungsaktes durch arglistige Täuschung erwirkt hat, § 48 Absatz 2 Satz 3 Nr. 1 Var. 1 VwVfG.
Als Rechtsfolge steht es nun im Ermessen der Behörde den Verwaltungsakt zurückzunehmen.